# Chorizagrotis pseudovitta
Chorizagrotis pseudovitta là một loài bướm đêm trong họ Noctuidae.